# Badimalika
Badimalika (Nepali कमलबजार) ist eine Stadt (Munizipalität) im Westen Nepals im Distrikt Bajura.

## Geschichte
Die Stadt entstand am 2. Dezember 2014 durch Zusammenlegung der Village Development Committees Budhiganga, Jugada und Martadi. Das Stadtgebiet umfasst 286,5 km².

## Geographie
Badimalika liegt im Vorderen Himalaya auf einer Höhe von 1580 m. 
In Martadi befindet sich die Stadtverwaltung sowie die Distriktverwaltung von Bajura.

## Einwohner
Bei der Volkszählung 2011 hatten die VDCs, aus welchen die Stadt Badimalika entstand, 18.207 Einwohner (davon 9352 männlich) in 3710 Haushalten.